# 前松文德約赫山

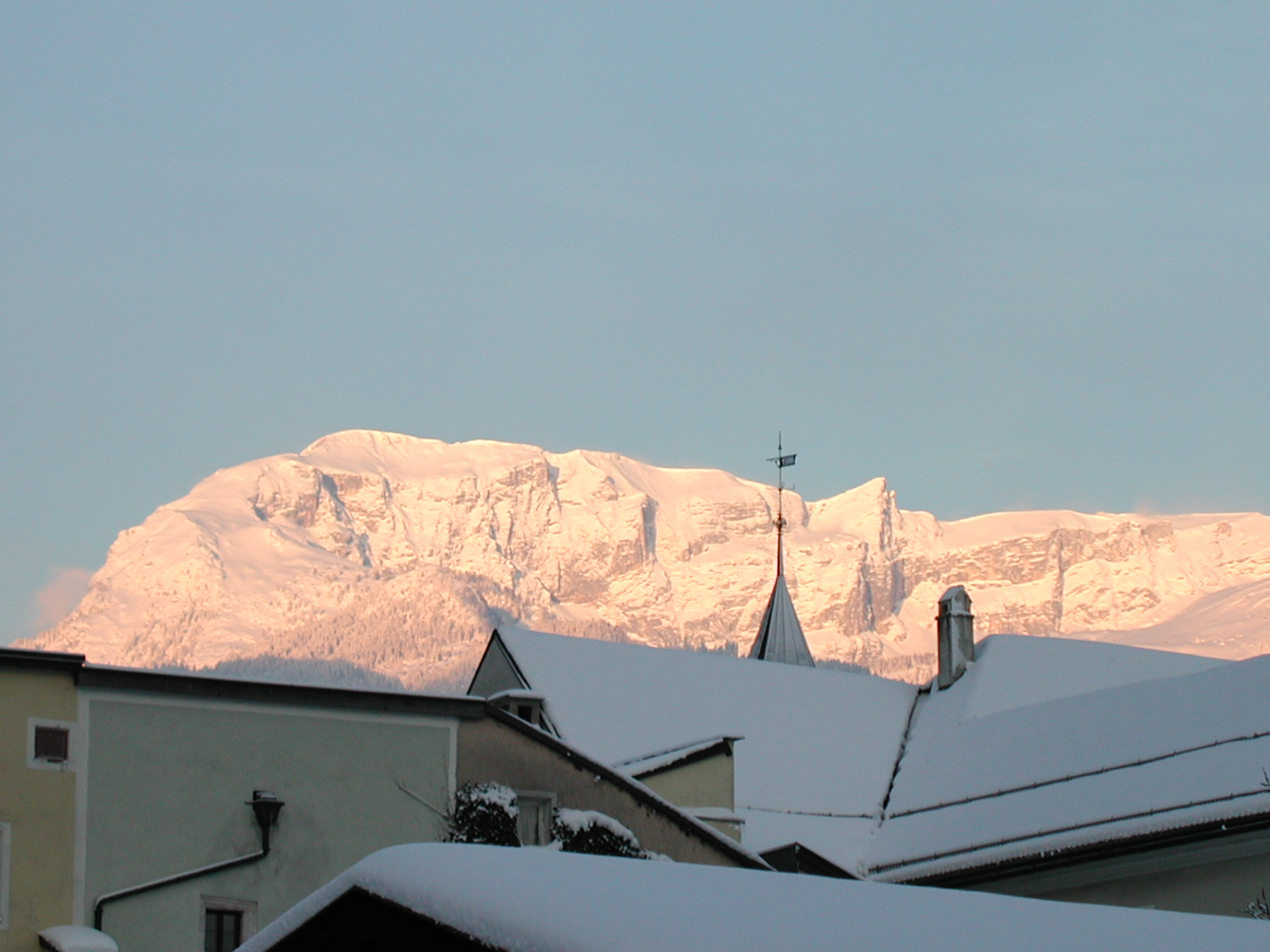

47°26′41″N 11°48′3.5″E / 47.44472°N 11.800972°E
前松文德約赫山（德語：Vorderes Sonnwendjoch），是奧地利的山峰，位於該國西部，由蒂羅爾州負責管轄，屬於布兰登贝格山的一部分，海拔高度2,118米，每年平均降雨量1,806毫米。